# Glaucomatólogo
El glaucomatólogo es un médico oculista especializado en el diagnóstico, valoración evolutiva y tratamiento de la enfermedad degenerativa ocular llamada glaucoma
Los recursos humanos de los sistemas sanitarios deben tener como objetivo la generación de los profesionales médicos precisos (en número, calidad y tipo de competencia) para responder a las demandas de atención requeridas por la sociedad (1). 
El glaucomatólogo trabaja en equipo en Unidades de Glaucoma de los Servicios hospitalarios de Oftalmología a donde le son remitidos los pacientes susceptibles de padecer glaucoma (labor preventiva mediante diagnósticos muy precoces) o bien refractarios al tratamiento convencional. Los pacientes son episódicamente evaluados, informados y devueltos a su oftalmólogo emisor.
Fuentes. 
(1) Martín Zurro, A.: Sobre la especialización de los profesionales médicos. Med Clin (Barc)106: 254-256, 1996 .
- Datos: Q5880759